# Gornja Slabinja
Gornja Slabinja (cyr. Горња Слабиња) – wieś w Bośni i Hercegowinie, w Republice Serbskiej, w gminie Kostajnica. W 2013 roku liczyła 89 mieszkańców.